# Хазовка
 Хазовка  — упразднённый посёлок в Альметьевском районе Татарстана. Входил в состав Новоникольского сельского поселения. Исключен из учётных данных в 2025 году.

## География
Находится в юго-восточной части Татарстана на расстоянии приблизительно 17 км на север от районного центра города Альметьевск.

## История
Основан в 1920-х годах. С 2012 года опустел.

## Население
Постоянных жителей было: в 1926 — 96, в 1938—109, в 1949 — 73, в 1958 — 45, в 1970 — 36, в 1979 — 54, в 1989 — 2, в 2002 — 0, 0 и в 2010.